# 刘健 (驻利比亚外交官)
刘健（？年—），男，中华人民共和国外交官，现任中国驻利比亚大使馆临时代办。

## 生平
刘健曾任中国驻欧盟使团海关处公使衔参赞。2023年9月，出任中国驻利比亚大使馆临时代办。